# Chesterfield Square

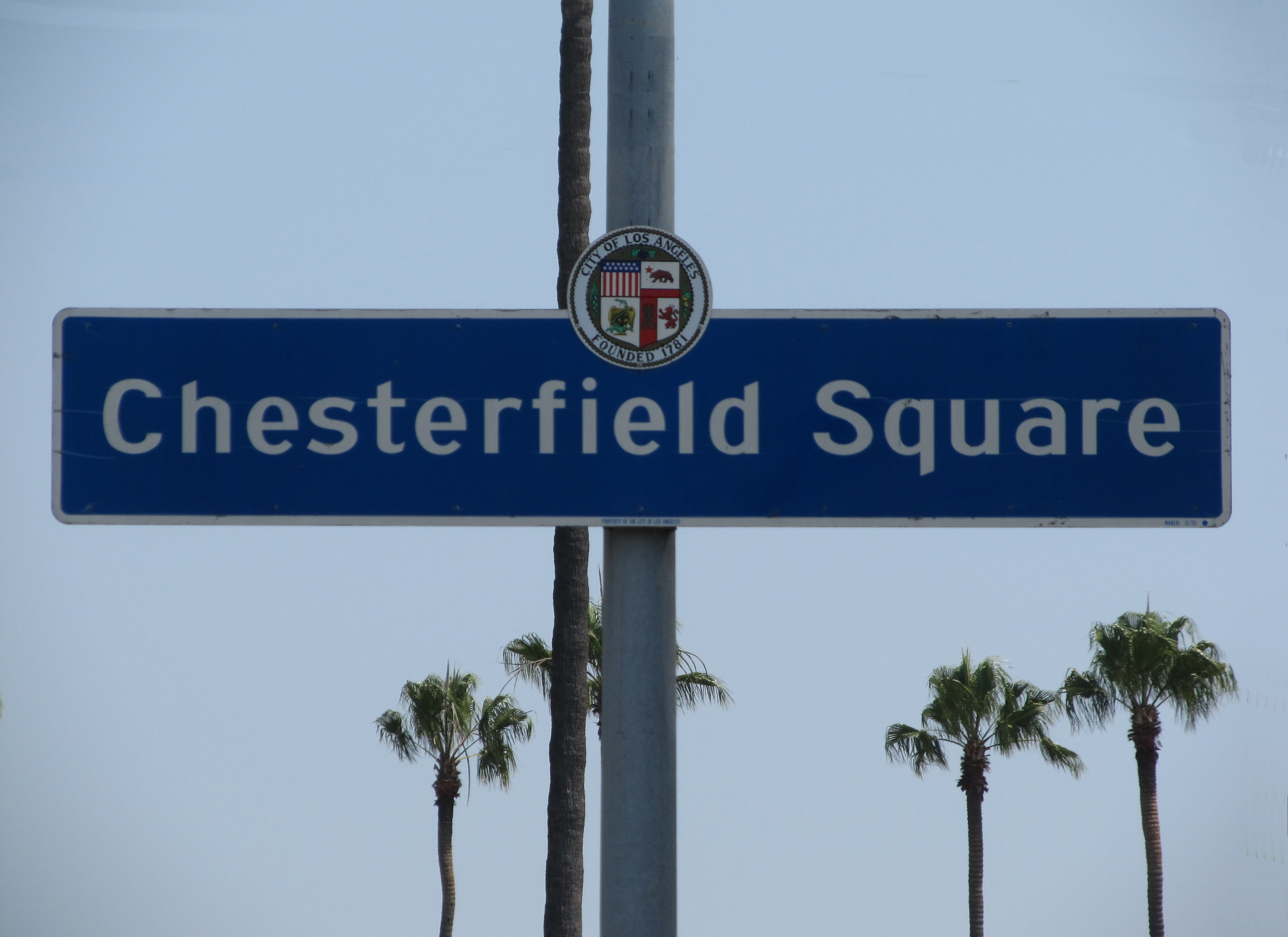

Chesterfield Square è un quartiere di circa 1,6 km² che si trova nell'area detta South Los Angeles della città di Los Angeles.
Il quartiere è conosciuto per essere al primo posto come numero di crimini violenti commessi nell'area di Los Angeles e anche per il fatto di avere una delle percentuali maggiori di veterani che hanno servito la patria durante la Seconda guerra mondiale e la Guerra di Corea.Il quartiere si è ripresa attraverso la riqualificazione..

## Geografia
Chesterfield square confina con il quartiere di Vermont Square a nord, con il quartiere di Harvard Park ad est, con il quartiere di Manchester Square a sud e con il quartiere di Hyde Park ad ovest. I suoi confini sono formati dalla 54th Strada a nord , dalla Western Avenue ad est, dalla Florence Avenue a sud e dal South Van Ness Boulevard a ovest..

## Popolazione
Secondo il censimento degli Stati Uniti dell'anno 2000 gli abitanti erano 6062 con una densità media di 9571 persone per miglio quadrato.
Tale dato rispecchia la media della densità sia per la città di Los Angeles che per l'intera contea.
L'età media è pari a 31 anni mentre la percentuale di residenti con una età inferiore ai 10 anni e con un'età compresa tra gli 11 ed i 18 anni è la più alta della contea.
Gli afroamericani costituiscono il 58.6% della popolazione del quartiere (una percentuale alta per la contea) mentre gli Ispanici e latino americani sono il 36.9%.
Altre etnie sono presenti in misura minore. L'1.5% è rappresentato da Bianchi, lo 0.8% da Asiatici.
Il reddito famigliare medio nel 2008 era pari a 37737 dollari, un valore considerato basso sia per la città che per la contea.